# Попаснянська міська територіальна громада
Попаснянська міська територіальна громада — територіальна громада в Україні, в Сіверськодонецькому районі Луганської області, з адміністративним центром в місті Попасна.

## Загальна інформація
Площа території громади — 486,6 км², кількість населення — 25 180 осіб (2020)

## Населені пункти
До складу громади увійшли місто Попасна, селища Врубівка, Глинокар'єр, Комишуваха та села Вискрива, Вікторівка, Новозванівка, Новоіванівка, Новоолександрівка, Олександропілля, Троїцьке, Дружба, Миколаївка, Ниркове.

## Історія
Утворена у 2020 році, шляхом об'єднання Попаснянської міської, Врубівської, Комишуваської селищних та Троїцької сільської рад Попаснянського району.